# Listă de jocuri MMORPG
Un joc video de rol cu multiplayer online în masă prescurtat MMORPG (engleză: Massively multiplayer online role-playing game), este un gen de jocuri pe calculator. Este un joc în care un numǎr mare de jucǎtori interacṭioneazǎ unul cu altul într-o lume virtuală. Ca în toate jocurile de tip RPG, jucǎtorul își asumǎ rolul unui caracter ficṭional (într-o lume fantasticǎ, de obicei) și preia controlul asupra acṭiunilor lui. Jocurile MMORPG se disting de cele tip single player sau cele din reṭea prin numărul de jucători și prin faptul că lumea persistă de-a lungul timpului.

## Listă de jocuri MMORPG
| Titlu                                  | Status                       | Grafică                     | Setări                                   | Modalitate de plată                            | Lansare inițială | Închidere server                        | Note |
| -------------------------------------- | ---------------------------- | --------------------------- | ---------------------------------------- | ---------------------------------------------- | ---------------- | --------------------------------------- | --- |
| The 4th Coming                         |                              | 2D (isometric)              | Fantezie                                 | Buy-to-play                                    | 1999             |                                         | Acum cunoscut ca T4C v2 |
| 9Dragons                               |                              | 3D                          | Fantezie istorică (China), arte marțiale | Free-to-play                                   | 2007             |                                         | |
| Ace Online                             |                              | 3D                          | Science fiction                          | Free-to-play                                   | 2006             |                                         | |
| AdventureQuest Worlds                  |                              | 2D                          | Fantezie medievală                       | Freemium                                       | 2008             |                                         | Bazat pe browser |
| Age of Conan: Hyborian Adventures      |                              | 3D                          | Fantezie                                 | Free-to-play                                   | 2008             |                                         | Acest joc are un sistem de luptă bazat pe combo |
| Age of Wulin                           |                              | 3D                          | Martial Arts, Wuxia (Fantezie)           | Freemium                                       | 2013             |                                         | |
| Aion: The Tower of Eternity            |                              | 3D                          | Fantezie                                 | Free-to-play                                   | 2008             |                                         | |
| AIKA Online                            |                              | 3D                          | Medieval fantasy                         | Free-to-play                                   | 2009             |                                         | |
| Allods Online                          |                              | 3D                          | Fantezie                                 | Freemium                                       | 2010             |                                         | |
| Anarchy Online                         |                              | 3D                          | Science fiction                          | Freemium                                       | 2001             |                                         | |
| Angel Love Online                      |                              | 2D                          | Fantezie                                 | Freemium                                       | 2006             |                                         | Descărcabil (numai Windows). Multiplatform: PC, PlayStation 3 |
| ArcheAge                               |                              | 3D                          | Fantezie                                 | Freemium                                       | 2013             |                                         | Lumea construită de jucător open-sandbox, interacțiuni de artizanat la scară largă (construirea propriei nave cu care să navigheze etc.)                                                                                  |
| Ashen Empires                          |                              | 2D (isometric)              | Fantezie                                 | Freemium                                       | 2002             |                                         | Housing, Guilds, 3 Expansions, Descărcabil (numai Windows). |
| Asheron's Call                         |                              | 3D                          | Fantezie                                 | Pay-to-play                                    | 1999             | 2017-01-31                              | Has player housing |
| Asheron's Call 2                       |                              | 3D                          | Fantezie                                 | Pay-to-play                                    | 2002             | 2005-12-30, 2017-01-31                  | |
| Atlantica Online                       |                              | 3D                          | Fantezie                                 | Free-to-play                                   | 2008             |                                         | Strategie pe ture |
| Aura Kingdom                           |                              | 3D                          | Fantezie                                 | Free-to-play                                   | 2014             |                                         | |
| Battlestar Galactica Online            |                              | 3D                          | Science fiction                          | Free-to-play                                   | 2011             |                                         | Bazat pe browser, licență Battlestar Galactica |
| Black Desert Online                    |                              | 3D                          | Medieval fantasy                         | Freemium (Asia), Buy-to-play (EU/NA)           | 2015             |                                         | Active, open-sandbox player built world - Manual aim action combat |
| Blade & Soul                           |                              | 3D                          | Fantasy, martial arts                    | Freemium                                       | 2012             |                                         | Manual aim action combat (within melee/short ranged combat) |
| Cabal Online                           |                              | 3D                          | Fantezie                                 | Free-to-play                                   | 2005             |                                         | |
| Champions Online                       |                              | 3D                          | Superheroes                              | Freemium                                       | 2009             |                                         | |
| City of Heroes                         |                              | 3D                          | Superheroes                              | Freemium                                       | 2004-04-27       | 2012-11-30                              | Anterior pay-to-play |
| City of Villains                       |                              | 3D                          | Superheroes                              | Freemium                                       | 2005-10-31       | 2012-11-30                              | |
| Clan Lord                              |                              | 2D                          | Fantezie                                 | Pay for account; free-to-play                  | 1998             |                                         | Downloadable client for Windows & Mac |
| Clone Wars Adventures                  |                              | 3D                          | Sci-fi                                   | Free-to-play                                   | 2010-09-15       | 2014-03-31                              | |
| Club Penguin                           |                              | 3D                          | Cartoon, kids                            | Freemium                                       | 2005-10-24       | 2017-03-29                              | Bazat pe browser |
| Crowns of Power                        |                              | 3D                          | Fantezie                                 | Free-to-play                                   | 2008             |                                         | |
| Dark Age of Camelot                    |                              | 3D                          | Mythology (Arthurian)                    | Pay-to-play                                    | 2001             |                                         | |
| Dark Ages                              |                              | 2D                          | Mythology (Celtic)                       | Pay for account; free-to-play                  | 1999             |                                         | |
| Dark and Light                         |                              | 3D                          | Fantezie                                 | Pay-to-play                                    | 2006             | 2008                                    | |
| Darkeden                               |                              | 2D                          | Horror                                   | Freemium                                       | 1997             | 2013                                    | |
| DC Universe Online                     |                              | 3D                          | Superheroes                              | Freemium                                       | 2011             |                                         | Base game is free-to-play with restrictions |
| Drakensang Online                      |                              | 3D                          | Fantezie                                 | Freemium                                       | 2012             |                                         | Bazat pe browser |
| Darkfall Unholy Wars                   |                              | 3D                          | Medieval fantasy                         | Pay-to-play                                    | 2013             | 2016-05-28                              | |
| Dead Frontier                          |                              | 3D                          | Horror                                   | Freemium                                       | 2008             |                                         | Pay for extras, Bazat pe browser |
| Digimon Masters                        |                              | 3D                          | Fantezie                                 | Freemium                                       | 2011             |                                         | |
| Dofus                                  |                              | 2D (isometric)              | Fantezie                                 | Pay-to-play                                    | 2004             |                                         | Downloadable client (Windows, Mac, Linux) Tactical combat |
| Dragon Ball Online                     |                              | 3D                          | Fantezie                                 | Free-to-play                                   | 2010             |                                         | Downloadable client (Windows, Mac, Linux) Tactical combat |
| Dragon Nest                            |                              | 3D                          | Fantezie                                 | Free-to-play                                   | 2010             |                                         | Manual aim action combat |
| Dragon Oath                            |                              | 3D                          | Mythology (Chinese)                      | Free-to-play                                   | 2007             |                                         | Based on the novel Demi-Gods and Semi-Devils by Jin Yong |
| Dragon's Prophet                       |                              | 3D                          | Fantezie                                 | Free-to-play                                   | 2013             | 2015 in the US, still running in Europe | Capture, train and ride dragons, fight with them |
| Dragon Quest X                         |                              | 3D                          | Fantezie                                 | Pay-to-play                                    | 2012             |                                         | Multiplatform: Wii, Wii U |
| Dungeons & Dragons Online              |                              | 3D                          | Fantezie                                 | Freemium                                       | 2006             |                                         | D&D 3.5 Edition ruleset |
| Dynasty Warriors Online                |                              | 3D                          | Fantezie istorică (China), martial arts  | Free-to-play                                   | 2006             |                                         | Hack and slash |
| Earth and Beyond                       |                              | 3D                          | Science fiction                          | Pay-to-play                                    | 2002-09-24       | 2004-09-22                              | Space vehicle piloting, trading, leveling |
| Echo of Soul                           |                              | 3D                          | Fantezie                                 | Free-to-play                                   | 2013             |                                         | |
| The Elder Scrolls Online               |                              | 3D                          | Medieval fantasy                         | Buy-to-play with optional subscription model   | 2014             |                                         | Manual aim action combat. Anterior a subscription based, but changed to buy-to-play on 17 martie 2015. |
| Emil Chronicle Online                  |                              | 3D                          | Fantezie                                 | Freemium                                       | 2005             | 2010                                    | |
| Empire & State                         |                              | 2D                          | Science fiction                          | Free-to-play                                   | 2011             |                                         | Bazat pe browser political strategy MMORPG |
| Empire of Sports                       |                              | 3D                          | Modern sports                            | Free-to-play                                   | 2008             |                                         | Sports-based |
| Elsword                                |                              | 2D (isometric)              | Fantezie                                 | Free-to-play                                   | 2007             |                                         | Potential sequel to GC |
| Entropia Universe                      |                              | 3D                          | Science fiction                          | Free-to-play                                   | 2003             |                                         | |
| Eternal Lands                          |                              | 3D                          | Fantezie                                 | Freemium                                       | 2003             |                                         | Downloadable client (Windows, Mac, Linux) |
| EVE Online                             |                              | 3D                          | Science fiction                          | Freemium                                       | 2003             |                                         | Space vehicle piloting, trading, and business management |
| EverQuest                              |                              | 3D                          | Fantezie                                 | Freemium                                       | 1999             |                                         | Anterior pay-to-play |
| EverQuest II                           |                              | 3D                          | Fantezie                                 | Freemium                                       | 2004             |                                         | Sequel to EverQuest |
| EverQuest Next                         | Cancelled                    | 3D                          | Fantezie                                 |                                                |                  |                                         | Active, open world, Multiplatform: PC, PlayStation 4. Cancelled as of 2016 |
| Fantage                                |                              | 2D                          | Fantezie                                 | Freemium                                       | 2008             |                                         | Bazat pe browser |
| Face of Mankind                        |                              | 3D                          | Science fiction                          | Freemium                                       | 2009             |                                         | |
| Fallen Earth                           |                              | 3D                          | Post-apocalyptic                         | Freemium                                       | 2009             |                                         | |
| Fantezie Westward Journey              |                              | 2D                          | Fantezie (Chinese)                       | Free-to-play                                   | 2004             |                                         | Inspired by Journey to the West |
| Fiesta Online                          |                              | 3D                          | Fantezie                                 | Free-to-play                                   | 2007             |                                         | |
| Final Fantezie XI                      |                              | 3D                          | Fantezie                                 | Pay-to-play                                    | 2002             |                                         | Multiplatform: PC, PlayStation 2, Xbox 360 |
| Final Fantezie XIV: A Realm Reborn     |                              | 3D                          | Fantezie                                 | Pay-to-play                                    | 2013             |                                         | Relaunch of Final Fantezie XIV. Now known as Final Fantasy: Heavensward with latest expansion. Multiplatform: PC, PlayStation 3, PlayStation 4                                                                            |
| Firefall                               |                              | 3D                          | Science fiction                          | Free-to-play                                   | 2014             |                                         | First-person/third-person shooter |
| Flyff                                  |                              | 3D                          | Fantezie                                 | Freemium                                       | 2005             |                                         | |
| Fragoria                               |                              | 3D                          | Fantezie                                 | Freemium                                       | 2011             |                                         | Bazat pe browser |
| Free Realms                            |                              | 3D                          | Fantezie                                 | Free-to-play                                   | 2009-04-28       | 2014-03-31                              | |
| Furcadia                               |                              | 2D                          | Fantezie                                 | Free-to-play                                   | 1996             |                                         | |
| Gekkeiju Online                        |                              | 3D                          | Medieval fantasy                         | Free-to-play                                   | 2003             |                                         | Anime-based. New version in 2010 with ""Occulus Rift"" support |
| GodsWar Online                         |                              | 3D                          | Mythology (Greek)                        | Free-to-play                                   | 2009             |                                         | |
| Granado Espada                         |                              | 3D                          | Fantezie istorică (Age of Exploration)   | Pay-to-play                                    | 2007             |                                         | |
| Grand Chase                            |                              | 2D                          | Fantezie                                 | Free-to-play                                   | 2003             | 2015-04-15                              | Client download required |
| Guild Wars                             |                              | 3D                          | Fantezie                                 | Buy-to-Play                                    | 2005             |                                         | |
| Guild Wars 2                           |                              | 3D                          | Fantezie                                 | Free-to-play / Buy-to-play                     | 2012             |                                         | Manual aim action combat (guided, optional); Sequel to Guild Wars |
| Hello Kitty Online                     |                              | 3D                          | Cartoon                                  | Free-to-play                                   | 2009             |                                         | Client download required. |
| Hero Online                            |                              | 3D                          | Mythology (Chinese)                      | Free-to-play                                   | 2006             |                                         | |
| Istaria: Chronicles of the Gifted      |                              | 3D                          | Fantezie                                 | Free-to-play / Pay-to-play                     | 2003             |                                         | Name changed from Horizons |
| Illyriad                               |                              | 2D                          | Fantezie                                 | Free-to-play                                   | 2011             |                                         | |
| Identity                               |                              | 3D                          | Fantasy                                  | N/A                                            | N/A              |                                         | |
| Infantry Online                        |                              | 2D                          | Science Fiction                          | Free-to-play                                   | 1999             |                                         | |
| Jade Dynasty                           |                              | 3D                          | Fantasy, martial arts                    | Freemium                                       | 2008             |                                         | Latest expansion in 2013 |
| Kal Online                             |                              | 3D                          | Fantezie                                 | Freemium                                       | 2004             |                                         | |
| Knight Online                          |                              | 3D                          | Fantezie                                 | Free-to-play                                   | 2004             |                                         | |
| LaTale                                 |                              | 2D (side-scrolling)         | Fantezie                                 | Freemium                                       | 2009             | 2010                                    | |
| The Legend of Ares                     |                              | 3D                          | Fantezie                                 | Free-to-play                                   | 2007             | 2009-05                                 | |
| The Legend of Mir 2                    |                              | 2D (sprite-based)           | Fantezie                                 | Free-to-play                                   | 2001             |                                         | |
| The Legend of Mir 3                    |                              | 2D (sprite-based)           | Fantezie                                 | Pay-to-play                                    | 2004             |                                         | Sequel to The Legend of Mir 2 |
| Lineage                                |                              | 2D (sprite-based)           | Fantezie                                 | Pay-to-play                                    | 1998             |                                         | North American servers shutdown on 29 iunie 2011 |
| Lineage II                             |                              | 3D                          | Fantezie                                 | Freemium                                       | 2003             |                                         | Sequel to Lineage, anterior pay-to-play until the 2011 expansion |
| Lineage III                            | Under development            | 3D                          | Fantezie                                 |                                                |                  |                                         | Sequel to Lineage II |
| Little Space Heroes                    |                              | 2D                          | Kids                                     | Freemium                                       | 2011             | 2015                                    | |
| The Lord of the Rings Online           |                              | 3D                          | Fantezie                                 | Freemium                                       | 2007             |                                         | |
| Love                                   |                              | 3D                          | Fantezie                                 | Free-to-play                                   | 2010             |                                         | Builder |
| Mabinogi                               |                              | 3D                          | Fantasy, mythology (Welsh)               | Free-to-play                                   | 2004             |                                         | |
| Magical Land                           |                              | 2D (sprite-based)           | Fantezie (Chinese)                       | Free-to-play                                   | 2005             |                                         | |
| MapleStory                             |                              | 2D (side-scrolling)         | Fantezie                                 | Free-to-play                                   | 2003             |                                         | |
| Marvel Heroes                          |                              | 3D                          | Superheroes                              | Free-to-play                                   | 2013             |                                         | |
| Matrix Online                          |                              | 3D                          | Science fiction                          | Pay-to-play                                    | 2005-03-22       | 2009-07-31                              | |
| Meridian 59                            |                              | 3D                          | Fantezie                                 | Free-to-play                                   | 1995             |                                         | Anterior pay-to-play |
| Metin 2                                |                              | 3D                          | Fantezie                                 | Freemium                                       | 2004             |                                         | |
| Minions of Mirth                       |                              | 3D                          | Fantezie                                 | Freemium                                       | 2005             |                                         | |
| MonsterMMORPG                          |                              | 2D                          | Fantezie                                 | Free-to-play                                   | 2009             |                                         | Bazat pe browser |
| Mortal Online                          |                              | 3D                          | Fantezie                                 | Free-to-play                                   | 2010             |                                         | Anterior pay-to-play |
| MU Online                              |                              | 3D                          | Medieval fantasy                         | Free-to-play                                   | 2003             |                                         | |
| Mythos                                 |                              | 3D                          | Fantezie                                 | Free-to-play                                   | 2011             | 2014-01-22                              | |
| Myst Online                            |                              | 3D                          | Ancient Fantezie                         | Free-to-play                                   | 2007             |                                         | Sursă deschisă; anterior pay-to-play |
| Neocron                                |                              | 3D                          | Cyberpunk                                | Free-to-play                                   | 2002             |                                         | FPS-style gameplay, second installment run by the game's community |
| Neverwinter                            |                              | 3D                          | Fantezie                                 | Freemium                                       | 2013             |                                         | Manual aim action combat |
| Nexus: The Kingdom of the Winds        |                              | 2D (sprite-based; overhead) | Mythology (Korean)                       | Pay-to-play                                    | 1996             |                                         | |
| Pantheon: Rise of the Fallen           | Under development            | 3D                          | Fantezie                                 |                                                |                  |                                         | Spiritual successor to the original EverQuest |
| Pardus                                 |                              | 2D                          | Science fiction                          | Free-to-play                                   | 2004             |                                         | Bazat pe browser, space war and trading game |
| Parallel Kingdom                       |                              | 3D                          | Fantezie                                 | Freemium                                       | 2008             |                                         | |
| Perfect World                          |                              | 3D                          | Fantezie (Chinese)                       | Freemium                                       | 2005             |                                         | Latest expansion in 2013 |
| Perpetuum                              |                              | 3D                          | Science fiction                          | Buy-to-play                                    | 2010             |                                         | Persistent sandbox MMORPG. Anterior a subscription |
| Phantasy Star Online 2                 |                              | 3D                          | Science Fiction                          | Freemium                                       | 2012             |                                         | |
| Phoenix Dynasty Online                 |                              | 2D                          | Fantezie                                 | Free-to-play                                   | 2007             | 2010-12-08                              | |
| Pirates of the Burning Sea             |                              | 3D                          | Historical (maritime)                    | Free-to-play                                   | 2008             |                                         | |
| Pirates of the Caribbean Online        |                              | 3D                          | Adventure                                |                                                | 2007             |                                         | Free-to-play |
| Pirate101                              |                              | 3D                          | Fantasy, kids                            | Freemium                                       | 2012             |                                         | Pirate game, kid-safe chat |
| PlaneShift                             |                              | 3D                          | Fantezie                                 | Free-to-play                                   | 2000             |                                         | Sursă deschisă |
| Priston Tale                           |                              | 3D                          | Fantezie                                 | Freemium                                       | 2001             | 2013                                    | |
| Poptropica                             |                              | 2D (side-scrolling)         | Cartoon, kids                            | Freemium                                       | 2007             |                                         | Bazat pe browser, no downloadable client required |
| Puppet Guardian                        |                              | 2D (isometric; adventure)   | Fantezie                                 | Free-to-play                                   | 2007             |                                         | |
| Puzzle Pirates                         |                              | 2D                          | Fantezie                                 | Free-to-play                                   | 2003             |                                         | |
| Ragnarok Online                        |                              | 2D/3D                       | Fantasy, mythology (Norse/mixed)         | Freemium/Pay-to-play (Depending on the server) | 2002             |                                         | |
| Ragnarok Online 2                      |                              | 3D                          | Fantezie                                 | Free-to-play                                   | 2012             |                                         | Sequel to Ragnarok Online |
| Ran Online                             |                              | 3D                          | Campus fantasy                           | Freemium                                       | 2004             |                                         | |
| Realm of the Mad God                   |                              | 2D                          | Fantezie                                 | Free-to-play                                   | 2011             |                                         | Bazat pe browser |
| The Realm Online                       |                              | 2D (sprite-based)           | Fantezie                                 | Pay-to-play                                    | 1996             |                                         | |
| Red Stone                              |                              | 2D                          | Fantezie                                 | Free-to-play                                   | 2004             |                                         | |
| Regnum Online                          |                              | 3D                          | Medieval fantasy                         | Freemium                                       | 2007             |                                         | |
| Renaissance Quest                      |                              | 2D                          | Medieval fantasy                         | Free-to-play                                   | 2004             |                                         | Java |
| Requiem: Memento Mori                  |                              | 3D                          | Dark fantasy                             | Free-to-play                                   | 2008             |                                         | |
| RF Online                              |                              | 3D                          | Science fiction                          | Pay-to-play                                    | 2006             |                                         | |
| Rift                                   |                              | 3D                          | Fantezie                                 | Free-to-play                                   | 2011             |                                         | Anterior pay-to-play |
| Roblox                                 |                              | 3D                          | Abstract                                 | Freemium                                       | 2006             |                                         | Block-building game |
| Rohan: Blood Feud                      |                              | 3D                          | Fantezie                                 | Freemium                                       | 2008             |                                         | |
| ROSE Online                            |                              | 3D                          | Fantezie                                 | Freemium                                       | 2005             |                                         | |
| Runes of Magic                         |                              | 3D                          | Medieval fantasy                         | Freemium                                       | 2009             |                                         | |
| RuneScape                              |                              | 3D                          | Medieval fantasy                         | Freemium with subscription model               | 2001             |                                         | Bazat pe browser, Java and HTML 5. Optional membership will unlock more skills and quests. Currently 2 separate games, RuneScape 3 ("current" game) and Oldschool RuneScape (game as it was circa 2007).                  |
| Rusty Hearts                           |                              | 3D                          | Fantezie                                 | Free-to-play                                   | 2011             | 2014                                    | Hack and slash |
| Ryzom                                  |                              | 3D                          | Science fantasy                          | Freemium                                       | 2004             |                                         | Free-to-play (up to level 125), pay-to-play (to max level). Sursă deschisă |
| Salem                                  |                              | 3D                          | Historical (17th century) fantasy        | Free-to-play                                   | 2012             |                                         | Crafting-based |
| Sangokushi Online                      |                              | 3D                          | Mythology (Chinese)                      | Pay-to-play                                    | 2008             | 2010-07-19                              | Part of the Romance of the Three Kingdoms series by Koei |
| The Secret World                       |                              | 3D                          | Modern                                   | Buy-to-play                                    | 2012             |                                         | Anterior pay-to-play |
| Seal Online                            |                              | 3D                          | Fantezie                                 | Freemium                                       | 2003             |                                         | |
| Scions of Fate or Yulgang              |                              | 2D (sprite-based)           | Fantezie                                 | Free-to-play                                   | 2005             |                                         | |
| Shadowbane                             |                              | 3D                          | Fantezie                                 | Pay-to-play                                    | 2003-03-25       | 2009-07-01                              | A trecut la "free-to-play" în 15 martie 2006, susținut de reclame |
| Shin Megami Tensei: Imagine            |                              | 3D                          | Fantezie                                 | Free-to-play                                   | 2007             |                                         | |
| Shroud of the Avatar: Forsaken Virtues | Steam Early Access Pre-Alpha | 3D                          | Fantezie                                 | Buy-to-play                                    |                  |                                         | Succesor spiritual al seriei Ultima |
| Sho Online                             |                              | 3D                          | Fantezie istorică (China)                | Free-to-play                                   | 2008             |                                         | |
| Shot-Online                            |                              | 3D                          | Sports (golf)                            | Freemium                                       | 2004             |                                         | |
| Silkroad Online                        |                              | 3D                          | Fantezie                                 | Free-to-play                                   | 2005             |                                         | |
| Skyforge                               |                              | 3D                          | Fantezie (Mythic/Sci-fi)                 | Freemium                                       | 2015             |                                         | Russian-based developers. Manual aim action combat |
| Soul of the Ultimate Nation            |                              | 3D                          | Fantezie                                 | Pay-to-play                                    | 2007             | 2013-07-03                              | |
| Spiral Knights                         |                              | 3D                          | Fantezie                                 | Freemium                                       | 2009             |                                         | Java |
| Star Trek Online                       |                              | 3D                          | Science fiction                          | Freemium                                       | 2010             |                                         | Switched to "free-to-play" in 17 ianuarie 2012 |
| Star Wars Galaxies                     |                              | 3D                          | Science fiction                          | Pay-to-play                                    | 2003-06-26       | 2011-12-15                              | The first Star Wars MMORPG used a "sandbox" approach with a totally player-driven economy |
| Star Wars: The Old Republic            |                              | 3D                          | Science fiction                          | Freemium                                       | 2011             |                                         | Spiritual sequel of 2003's Game of the year Star Wars: Knights of the Old Republic, anterior pay-to-play |
| StarQuest Online                       |                              | 3D                          | Science fiction                          | Free-to-play                                   | 2007             | 2014                                    | Downloadable client (Windows) |
| Stellar Dawn                           | Development paused           | 3D                          | Science fiction                          |                                                |                  |                                         | Development started back in 2006 as Mechscape, which was scrapped in 2009. In 2010 Stellar Dawn was announced, though in March 2012 the development was paused so the developer, Jagex, could focus on their other games. |
| A Tale in the Desert                   |                              | 3D                          | Mythology (Egyptian)                     | Pay-to-play                                    | 2003             |                                         | Non-combat-oriented RPG |
| Tales of Pirates                       |                              | 3D                          | Fantezie (Maritime)                      | Free-to-play                                   | 2007             | 2016-29-02                              | During 2010 server data was transferred to a revamped client called Tales of Pirates II |
| TERA: Rising                           |                              | 3D                          | Fantezie                                 | Freemium                                       | 2011             |                                         | Manual aim action combat (True Action combat) |
| Terra                                  |                              | 3D                          | Science fiction                          | Free-to-play                                   | 1996             |                                         | |
| Tibia                                  |                              | 2D (sprite-based; overhead) | Fantezie                                 | Free-to-play                                   | 1997             |                                         | Downloadable client (Windows, Linux). |
| Toontown Online                        |                              | 3D                          | Fantezie                                 | Freemium                                       | 2003             | 2013-09-19                              | MMORPG designed for children |
| Torn                                   |                              | 2D                          | Crime                                    | Free-to-play                                   | 2003             |                                         | Text-based MMORPG played through browser |
| Trove                                  |                              | 3D                          | Fantasy, Cartoon                         | Freemium                                       | 2013             |                                         | |
| Twelve Sky                             |                              | 3D                          | Fantezie                                 | Free-to-play                                   | 2007             |                                         | |
| Twelve Sky 2                           |                              | 3D                          | Fantezie                                 | Free-to-play                                   | 2008             |                                         | |
| Ultima Online                          |                              | 2D/3D                       | Medieval fantasy                         | Pay-to-play                                    | 1997             |                                         | The term MMORPG was first coined by Ultima Online creator Richard Garriott in 1997. |
| Uncharted Waters Online                |                              | 3D                          | Historical (maritime)                    | Pay-to-play                                    | 2005             |                                         | |
| Underlight                             |                              | 3D                          | Fantezie (Dream)                         | Free-to-play                                   | 1998             |                                         | Original servers were shutdown December 2006. Recently re-launched in September 2014 by KoiWare. |
| Vanguard: Saga of Heroes               |                              | 3D                          | Fantezie                                 | Pay-to-play                                    | 2007-01-30       | 2014-07-31                              | |
| Vindictus                              |                              | 3D                          | Fantezie (Celtic)                        | Free-to-play                                   | 2010             |                                         | Manual aim action combat |
| Voyage Century Online                  |                              | 3D                          | Historical (maritime)                    | Free-to-play                                   | 2006             |                                         | |
| Vendetta Online                        |                              | 3D                          | Science fiction                          | Pay-to-play                                    | 2004             |                                         | Space vehicle piloting and twitch-based interface |
| Wakfu                                  |                              | 2D (isometric)              | Fantezie                                 | Freemium                                       | 2012             |                                         | Downloadable client (Windows, Mac, Linux). Tactical combat. |
| Warhammer Online: Age of Reckoning     |                              | 3D                          | Fantezie                                 | Freemium                                       | 2008             | 2013-12-18                              | |
| WildStar                               |                              | 3D                          | Fantasy, Science fiction                 | Free-to-play                                   | 2014             |                                         | Manual aim action combat (telegraphed). Became Free-to-play on 29 septembrie 2015 |
| With Your Destiny                      |                              | 3D                          | Fantezie (Scandinavian)                  | Free-to-play                                   | 2003             |                                         | |
| Wizard101                              |                              | 3D                          | Fantasy, kids                            | Freemium                                       | 2008             |                                         | Wizard game with cards, kid-safe chat |
| Wizardry Online                        |                              | 3D                          | Fantezie                                 | Freemium                                       | 2013             | 2014                                    | Based on Wizardry series |
| WonderKing Online                      |                              | 2D (side-scrolling)         | Fantezie                                 | Free-to-play                                   | 2006             |                                         | |
| Wonderland Online                      |                              | 2D (special)                | Fantezie                                 | Free-to-play                                   | 2008, March      |                                         | Anime/Manga based |
| World of the Living Dead               |                              | 2D                          | Survival Strategy                        | Free-to-play                                   | 2014             | 2014                                    | Map-Based Survival Game with PvP, Factions, Customization, Upgrades & Crafting. Defunct 2014 |
| World of Warcraft                      |                              | 3D                          | Fantezie                                 | Pay-to-play                                    | 2004             |                                         | Free-to-play until level 20 |
| Wurm Online                            |                              | 3D                          | Medieval fantasy                         | Freemium                                       | 2006             |                                         | Sandbox game with hundreds of skills, multiple kingdoms, and a deep crafting system. |
| Xsyon                                  |                              | 3D                          | Apocalyptic Fantezie                     | Buy-to-play                                    | 2011             |                                         | Apocalyptic Fantezie Sandbox MMORPG - Currently in the Prelude phase. |
| Zhengtu                                |                              | 2D                          | Mythology (Chinese)                      | Freemium                                       | 2008             |                                         | |
| Zu Online                              |                              | 3D                          | Mythology (Chinese)                      | Free-to-play                                   | 2007             | 2012                                    | |